# Symphonie no 1 de Berwald
Sinfonie sérieuse
Pour les articles homonymes, voir Symphonie no 1.
La Symphonie no 1 en sol mineur, sous-titrée Sinfonie sérieuse, est la première des quatre symphonies du compositeur suédois Franz Berwald.
En fait il existe des esquisses d'une symphonie antérieure. Berwald a écrit ses quatre symphonies dans un laps de temps relativement court (trois ans) et la chronologie de celles-ci est ce qui est donné traditionnellement sans qu'il existe des arguments objectifs pour la datation de leur écriture (seule sa quatrième est notée en tant que telle de la main du musicien).
Elle a été composée vers 1842 à Vienne et créée le 2 décembre 1843 à l'Opéra royal de Stockholm sous la direction du cousin du compositeur, Johan Frederik Berwald. En partie à cause du manque de temps pour répéter l'œuvre, cette première exécution a été de qualité médiocre et a beaucoup influencé l'accueil mitigé qui lui a été réservé. Elle est toutefois l'unique symphonie de Berwald créée du vivant du compositeur.

## Mouvements
La symphonie comporte quatre mouvements et son exécution demande environ une demi-heure :
1. Allegro con energia
2. Adagio maestoso
3. Stretto
4. Finale : Adagio — Allegro molto